# Hollywood Monsters 2
Hollywood Monsters 2, conocido internacionalmente como The Next BIG Thing, es una aventura gráfica de corte clásico (point and click) creada por Péndulo Studios y editada en 2011 por FX Interactive en España e Italia y Focus Home Interactive en el resto del mundo. Es una secuela indirecta de la aventura gráfica lanzada por Péndulo Studios en 1997, Hollywood Monsters.